# Ekwador na Letnich Igrzyskach Olimpijskich 2024
Ekwador na Letnich Igrzyskach Olimpijskich 2024 reprezentowało 40 zawodników : 16 mężczyzn i 24 kobiet. Był to 16. start reprezentacji na letnich igrzyskach olimpijskich.

## Zdobyte medale
| Medal  | Zawodnik                     | Dyscyplina           | Konkurencja                                       | Rezultat | Data        |
| ------ | ---------------------------- | -------------------- | ------------------------------------------------- | -------- | ----------- |
| Złoty  | Brian Pintado                | Lekkoatletyka        | chód na 20 km                                     | 1:18,55  | 1 sierpnia  |
| Srebro | Brian Pintado Glenda Morejón | Lekkoatletyka        | sztafeta mieszana w chodzie na dystansie maratonu | 2:51,22  | 7 sierpnia  |
| Srebro | Lucía Yépez                  | Zapasy               | do 53 kg (k)                                      | 2.       | 8 sierpnia  |
| Brąz   | Angie Palacios               | Podnoszenie ciężarów | do 71 kg (k)                                      | 3.       | 9 sierpnia  |
| Brąz   | Neisi Dajomes                | Podnoszenie ciężarów | do 81 kg (k)                                      | 3.       | 10 sierpnia |

## Skład reprezentacji

### Boks
| Zawodnik               | Konkurencja     | 1/32                   | 1/16                 | Ćwierćfinał                | Półfinał         | Finał            | Miejsce | Źródło |
| Zawodnik               | Konkurencja     | Przeciwnik Wynik       | Przeciwnik Wynik     | Przeciwnik Wynik           | Przeciwnik Wynik | Przeciwnik Wynik | Miejsce | Źródło |
| ---------------------- | --------------- | ---------------------- | -------------------- | -------------------------- | ---------------- | ---------------- | ------- | ------ |
| José Rodríguez Tenorio | do 71 kg (m)    | BYE                    | Shudai Harada P 2–3  | NQ                         | NQ               | NQ               |         |        |
| Gerlon Congo           | ponad 92 kg (m) | –                      | Abner Teixeira W 3–2 | Djamili-Dini Aboudou P 1–4 | NQ               | NQ               |         |        |
| María José Palacios    | do 60 kg (k)    | Agnes Alexiusson W 4-1 | Tyla McDonald W 5-0  | Wu Shih-yi P 1-4           | NQ               | NQ               |         |        |

### Jeździectwo
Ujeżdżenie
| Zawodnik           | Konkurencja   | Koń                | Grand Prix | Grand Prix | Grand Prix Freestyle | Grand Prix Freestyle | Grand Prix Special | Grand Prix Special | Źródło |
| Zawodnik           | Konkurencja   | Koń                | Wynik      | Poz.       | Wynik                | Poz.                 | Wynik              | Poz.               | Źródło |
| ------------------ | ------------- | ------------------ | ---------- | ---------- | -------------------- | -------------------- | ------------------ | ------------------ | ------ |
| Julio Mendoza Loor | indywidualnie | Jewel's Goldstrike | 70,839     | 27         | —                    | —                    | —                  | —                  |        |

WKKW
| Zawodnik                | Konkurencja   | Koń             | Ujeżdżenie | Ujeżdżenie | Próba terenowa | Próba terenowa | Próba terenowa | Skoki        | Skoki        | Skoki        | Skoki | Skoki | Skoki | Razem  | Razem | Źródło |
| Zawodnik                | Konkurencja   | Koń             | Ujeżdżenie | Ujeżdżenie | Próba terenowa | Próba terenowa | Próba terenowa | Kwalifikacje | Kwalifikacje | Kwalifikacje | Finał | Finał | Finał | Razem  | Razem | Źródło |
| Zawodnik                | Konkurencja   | Koń             | Kary       | Poz.       | Kary           | Suma           | Poz.           | Kary         | Suma         | Poz.         | Kary  | Suma  | Poz.  | Kary   | Poz.  | Źródło |
| ----------------------- | ------------- | --------------- | ---------- | ---------- | -------------- | -------------- | -------------- | ------------ | ------------ | ------------ | ----- | ----- | ----- | ------ | ----- | ------ |
| Nicolas Wettstein       | indywidualnie | Altier D'Aurois | 42,30      | 60         | 65,40          | 107,70         | 55             | 50,80        | 158,50       | 51           | NQ    | NQ    | NQ    | 158,50 | 51    |        |
| Ronald Zabala-Goetschel | indywidualnie | Wundermaske     | 37,70      | 51         | EL             | NQ             | NQ             | NQ           | NQ           | NQ           | NQ    | NQ    | NQ    | EL     | EL    |        |

### Judo

#### Indywidualnie
| Zawodnik      | Konkurencja | 1/32                       | 1/16 finału      | Ćwierćfinał      | Półfinał         | Repasaże         | Finał / 3. miejsce | Pozycja | Źródła |
| Zawodnik      | Konkurencja | Przeciwnik Wynik           | Przeciwnik Wynik | Przeciwnik Wynik | Przeciwnik Wynik | Przeciwnik Wynik | Przeciwnik Wynik   | Pozycja | Źródła |
| ------------- | ----------- | -------------------------- | ---------------- | ---------------- | ---------------- | ---------------- | ------------------ | ------- | ------ |
| Vanessa Chalá | - 78 kg (k) | Otgonbayar Khüslen P 00-01 | NQ               | NQ               | NQ               | NQ               | NQ                 | NQ      |        |

### Kolarstwo

#### Kolarstwo szosowe
| Zawodnik         | Konkurencja                    | Czas    | Pozycja | Źródło |
| ---------------- | ------------------------------ | ------- | ------- | ------ |
| Jhonatan Narváez | wyścig ze startu wspólnego (m) | 6:26,57 | 45.     | [ 1 ]  |

#### Wyścig
| Zawodnik      | Konkurencja | Ćwiercinal | Ćwiercinal | Repasaż | Repasaż | Półfinal | Półfinal | Finał | Finał   | Źródło |
| Zawodnik      | Konkurencja | Punkty     | Pozycja    | Wynik   | Pozycja | Punkty   | Pozycja  | Wynik | Pozycja | Źródło |
| ------------- | ----------- | ---------- | ---------- | ------- | ------- | -------- | -------- | ----- | ------- | ------ |
| Alfredo Campo | BMX (m)     | 8          | 7.Q        | BYE     | BYE     | 19       | 13       | NQ    | NQ      | [ 2 ]  |

### Lekkoatletyka

#### Konkurencje biegowe
| Zawodnik                     | Konkurencja                                       | Kwalifikacje | Kwalifikacje | I Runda | I Runda | Repasaże | Repasaże | Półfinał | Półfinał | Finał   | Finał   | Źródło |
| Zawodnik                     | Konkurencja                                       | Wynik        | Miejsce      | Wynik   | Miejsce | Wynik    | Miejsce  | Wynik    | Miejsce  | Wynik   | Miejsce | Źródło |
| ---------------------------- | ------------------------------------------------- | ------------ | ------------ | ------- | ------- | -------- | -------- | -------- | -------- | ------- | ------- | ------ |
| Ángela Tenorio               | bieg na 100 m (k)                                 | BYE          | BYE          | 11,35   | 6.      | —        | —        | NQ       | NQ       | NQ      | NQ      |        |
| Nicole Caicedo               | bieg na 200 m (k)                                 | BYE          | BYE          | 23,18   | 4.R     | 23,04    | 3.       | NQ       | NQ       | NQ      | NQ      |        |
| Nicole Caicedo               | bieg na 400 m (k)                                 | —            | —            | DQ      | DQ      | NQ       | NQ       | NQ       | NQ       | NQ      | NQ      |        |
| Aimara Nazareno              | bieg na 200 m (k)                                 | —            | —            | 23,52   | 7.R     | 23,35    | 5.       | NQ       | NQ       | NQ      | NQ      |        |
| Anahí Suárez                 | bieg na 200 m (k)                                 | —            | —            | 23,33   | 5.R     | 23,54    | 5.       | NQ       | NQ       | NQ      | NQ      |        |
| Maribel Caicedo              | bieg na 100 przez płotki (k)                      | —            | —            | 13,05   | 8.R     | 12,83    | 2.Q      | 12,67    | 4.       | NQ      | NQ      |        |
| Brian Pintado                | chód na 20 km (m)                                 | —            | —            | —       | —       | —        | —        | —        | —        | 1:18,55 | złoto   |        |
| David Hurtado                | chód na 20 km (m)                                 | —            | —            | —       | —       | —        | —        | —        | —        | 1:20,30 | 15.     |        |
| Jordy Jiménez                | chód na 20 km (m)                                 | —            | —            | —       | —       | —        | —        | —        | —        | 1:21,44 | 25.     |        |
| Glenda Morejón               | chód na 20 km (k)                                 | —            | —            | —       | —       | —        | —        | —        | —        | 1:27,37 | 6.      |        |
| Paula Milena Torres          | chód na 20 km (k)                                 | —            | —            | —       | —       | —        | —        | —        | —        | 1:28,48 | 9.      |        |
| Magaly Bonilla               | chód na 20 km (k)                                 | —            | —            | —       | —       | —        | —        | —        | —        | 1:30,33 | 19.     |        |
| Brian Pintado Glenda Morejón | sztafeta mieszana w chodzie na dystansie maratonu |              |              | —       | —       | —        | —        | —        | —        | 2:51,22 | srebro  |        |
| Mary Granja                  | maraton (k)                                       | —            | —            | —       | —       | —        | —        | —        | —        | 2:34,34 | 53.     | [ 3 ]  |
| Silvia Ortiz                 | maraton (k)                                       | —            | —            | —       | —       | —        | —        | —        | —        | 2:37,23 | 61.     | [ 3 ]  |
| Rosa Chacha                  | maraton (k)                                       | —            | —            | —       | —       | —        | —        | —        | —        | 2:42,14 | 73.     | [ 3 ]  |

#### Konkurencje techniczne
| Zawodnik          | Konkurencja      | Kwalifikacje | Kwalifikacje | Finał | Finał   | Źródło |
| Zawodnik          | Konkurencja      | Wynik        | Miejsce      | Wynik | Miejsce | Źródło |
| ----------------- | ---------------- | ------------ | ------------ | ----- | ------- | ------ |
| Juan José Caicedo | rzut dyskiem (m) | 66,99        | 25.          | NQ    | NQ      |        |

### Pięciobój nowoczesny na Letnich Igrzyskach Olimpijskich 2024
| Zawodnik      | Konkurencja | Konkurencja | Szermierka      | Szermierka | Szermierka | Pływanie | Pływanie | Pływanie | Jazda konna | Jazda konna | Kombinacja: strzelanie/bieg przełajowy | Kombinacja: strzelanie/bieg przełajowy | Kombinacja: strzelanie/bieg przełajowy | Suma punktów | Pozycja | Źródło |
| Zawodnik      | Konkurencja | Konkurencja | Wynik (wygrane) | M.         | Punkty     | Czas     | M.       | Punkty   | M.          | Punkty      | Czas                                   | M.                                     | Punkty                                 | Suma punktów | Pozycja | Źródło |
| ------------- | ----------- | ----------- | --------------- | ---------- | ---------- | -------- | -------- | -------- | ----------- | ----------- | -------------------------------------- | -------------------------------------- | -------------------------------------- | ------------ | ------- | ------ |
| Andrés Torres | mężczyźni   | Półfinał    | 16              | 22         | 205        | 01:59,70 | 3        | 311      | 15          | 283         | 11:29,63                               | 18                                     | 611                                    | 1412         | 17.     |        |
| Sol Naranjo   | kobiety     | Półfinał    | 13              | 33         | 190        | 02:38,78 | 18       | 233      | 13          | 293         | 12:24,75                               | 15                                     | 556                                    | 1272         | 17.     |        |

### Pływanie
| Zawodnik        | Konkurencja                   | Eliminacje | Eliminacje | Półfinał | Półfinał | Finał      | Finał | Źródło |
| Zawodnik        | Konkurencja                   | Czas       | Poz.       | Czas     | Poz.     | Czas       | Poz.  | Źródło |
| --------------- | ----------------------------- | ---------- | ---------- | -------- | -------- | ---------- | ----- | ------ |
| Tomás Peribonio | 200 m stylem zmiennym (m)     | 2:03,40    | 19.        | NQ       | NQ       | NQ         | NQ    |        |
| Anicka Delgado  | 50 m stylem dowolnym (k)      | 25,43      | 26.        | NQ       | NQ       | NQ         | NQ    |        |
| David Farinango | 10 km na akwenie otwartym (m) | NQ         | NQ         | NQ       | NQ       | 1:57:08,06 | 17.   |        |

### Podnoszenie ciężarów
| Zawodnik       | Konkurencja | Rwanie | Rwanie  | Podrzut | Podrzut | Razem  | Pozycja | Źródło |
| Zawodnik       | Konkurencja | Wynik  | Pozycja | Wynik   | Pozycja | Razem  | Pozycja | Źródło |
| -------------- | ----------- | ------ | ------- | ------- | ------- | ------ | ------- | ------ |
| Angie Palacios | - 71 kg (k) | 116 kg | 2.      | 140 kg  | 3.      | 256 kg | brąz    |        |
| Neisi Dajomes  | - 81 kg (k) | 122 kg | 1.      | 145 kg  | 5.      | 267 kg | brąz    |        |
| Lisseth Ayoví  | + 81 kg (k) | 123 kg | 4.      | 160 kg  | 4.      | 283 kg | 4.      |        |

### Strzelectwo
| Zawodnik          | Konkurencja                    | Kwalifikacje | Kwalifikacje | Finał | Finał   | Źródło |
| Zawodnik          | Konkurencja                    | Wynik        | Pozycja      | Wynik | Pozycja | Źródło |
| ----------------- | ------------------------------ | ------------ | ------------ | ----- | ------- | ------ |
| Andrea Pérez Peña | pistolet sportowy 25 m (k)     | 583          | 10.          | NQ    | NQ      | [ 4 ]  |
| Andrea Pérez Peña | pistolet pneumatyczny 10 m (k) | 569          | 26.          | NQ    | NQ      | [ 5 ]  |
| Diana Durango     | pistolet sportowy 25 m (k)     | 581          | 15.          | NQ    | NQ      | [ 6 ]  |
| Diana Durango     | pistolet pneumatyczny 10 m (k) | 558          | 41.          | NQ    | NQ      | [ 7 ]  |

### Tenis stołowy
| Zawodnik     | Konkurencja       | Eliminacje       | 1/32 finału      | 1/16 finału      | 1/8 finału       | Ćwierćfinały     | Półfinały        | Finał            | Finał   | Źródło |
| Zawodnik     | Konkurencja       | Przeciwnik Wynik | Przeciwnik Wynik | Przeciwnik Wynik | Przeciwnik Wynik | Przeciwnik Wynik | Przeciwnik Wynik | Przeciwnik Wynik | Pozycja | Źródło |
| ------------ | ----------------- | ---------------- | ---------------- | ---------------- | ---------------- | ---------------- | ---------------- | ---------------- | ------- | ------ |
| Alberto Miño | indywidualnie (m) | BYE              | Finn Luu W 4-2   | Omar Assar P0-4  | NQ               | NQ               | NQ               | NQ               | NQ      | [ 8 ]  |

### Triathlon

#### Indywidualnie
| Zawodnik        | Konkurencja | Pływanie | Zmiana 1 | Jazda na rowerze | Zmiana 2 | Bieg  | Czas    | Pozycja | Źródło |
| --------------- | ----------- | -------- | -------- | ---------------- | -------- | ----- | ------- | ------- | ------ |
| Elizabeth Bravo | kobiety     | 24,06    | 00,57    | 1:00,38          | 00,30    | 35:38 | 2:01,49 | 34.     | [ 9 ]  |

### Zapasy
| Zawodnik       | Konkurencja               | 1/8 finału               | Ćwierćfinał               | Półfinał                | Repasaż                     | Finał/ Pojedynek o 3. miejsce | Finał/ Pojedynek o 3. miejsce | Źródło |
| Zawodnik       | Konkurencja               | Przeciwnik Wynik         | Przeciwnik Wynik          | Przeciwnik Wynik        | Przeciwnik Wynik            | Przeciwnik Wynik              | Pozycja                       | Źródło |
| -------------- | ------------------------- | ------------------------ | ------------------------- | ----------------------- | --------------------------- | ----------------------------- | ----------------------------- | ------ |
| Lucía Yépez    | -53 kg (k)                | Choe Hyo-gyong W 7-4 PP  | Andreea Ana W 7-0 VT      | Annika Wendle W 10-0 ST | BYE                         | Akari Fujinami P 0-10 ST      | srebro                        |        |
| Luisa Valverde | -57 kg (k)                | Aurora Russo W 6-0 VT    | Tsugumi Sakurai P 0-11 VT | NQ                      | Hannah Taylor P 0-13 ST     | NQ                            | 7.                            |        |
| Génesis Reasco | -76 kg (k)                | Yuka Kagami P 0-2 PO     | NQ                        | NQ                      | Yasemin Adar Yiğit W 3-1 PP | Tatiana Rentería P 1-2 PP     | =5.                           |        |
| Andrés Montaño | -67 kg styl klasyczny (m) | Slavik Galstyan P 2-3 PP | NQ                        | NQ                      | NQ                          | NQ                            | 9.                            |        |